# 1484 az irodalomban
Az 1484. év az irodalomban.

## Születések
- 1484 körül – Jón Arason izlandi költő, római katolikus püspök, az izlandi könyvnyomtatás elindítója († 1550)
- 1484 – Ulrich Zwingli svájci teológus, reformátor, író, a református egyház egyik alapítója († 1531)

## Halálozások
- 1484 – Luigi Pulci, a firenzei Lorenzo de’ Medici udvarában élt költő (* 1432)